# Grallaria erythroleuca
El tororoí de Cuzco, tororoi rojo y blanco  o chululú castaño oscuro (Grallaria erythroleuca), es una especie de ave paseriforme de la familia Grallariidae perteneciente al numeroso género Grallaria, anteriormente incluido en Formicariidae. Es endémica de Perú.

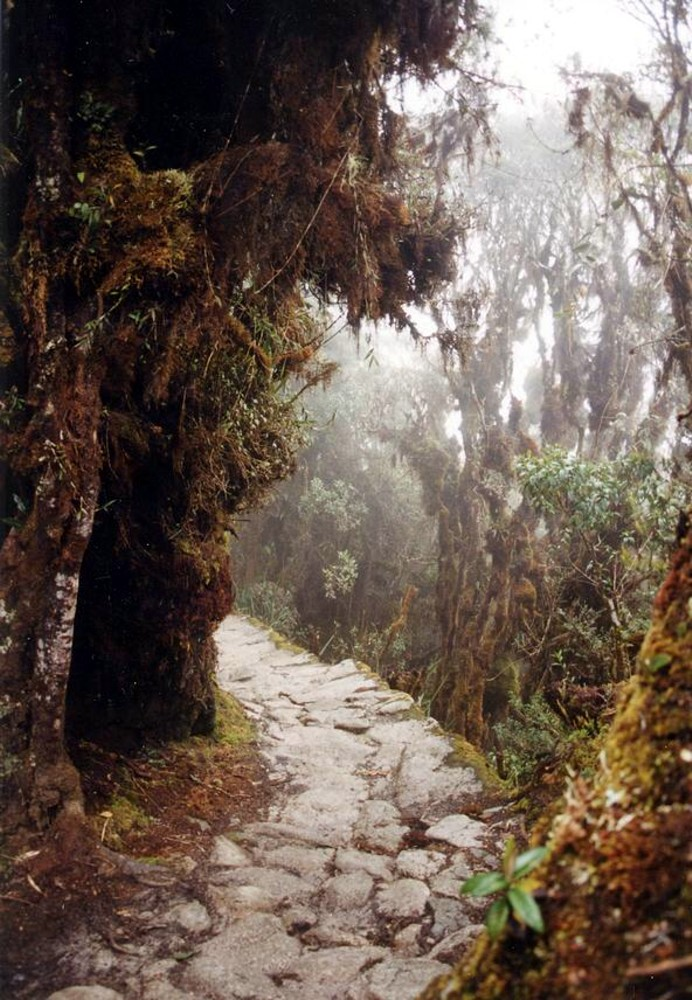
Camino Inca a Machu Pichu; el hábitat de esta especie.

## Distribución y hábitat
Se encuentra solamente en el sureste del Perú, en las cordilleras de Vilcabamba y Vilcanota, en Cuzco.
Esta especie es considerada poco común a localmente bastante común en su hábitat natural: el suelo o cerca de él, en bosques montanos y sus bordes entre los 2150 y 2950 m s. n. m. de altitud. No se encuentra amenazado.

## Sistemática

### Descripción original
Esta especie monotípica fue descrita originalmente por el ornitólogo británico Philip Lutley Sclater en el año 1874, bajo el mismo nombre científico. Su localidad tipo es: «Huasampilla, Cuzco, Perú.»

### Taxonomía
Consideraciones anatómicas indican que Grallaria erythroleuca junto a Grallaria albigula, G. przewalskii, G. capitalis, G. flavotincta, y G. hypoleuca, forman una superespecie. A veces es tratada como conespecífica con parte o la totalidad de esos taxones. 
Las poblaciones del norte de la cordillera Vilcabamba presentan diferencias en su plumaje y canto, por lo que podrían ser una subespecie aún no descrita.